# 디테일스 (잡지)
〈디테일스〉(Details)는 미국의 콘데 나스트에서 발행하는 남성 잡지이다. 1982년 애니 플랜더스에 의해 창립되었다.